# Vasily Nikolayevich Gordov
Vasily Nikolayevich Gordov (tiếng Nga: Василий Николаевич Гордов; 12 tháng 12 năm 1896 - 24 tháng 8 năm 1950) là một Thượng tướng Quân đội Liên Xô và Anh hùng Liên Xô. Ông từng giữ chức Tư lệnh Phương diện quân Stalingrad từ tháng 7 đến tháng 8 năm 1942 cho đến khi được Andrey Yeryomenko thay thế.

## Thiếu thời
Gordov sinh ngày 30 tháng 12 năm 1896 tại làng Matveyevka thuộc Tỉnh bang Ufa, trong một gia đình nông dân. Gordov nhập ngũ Quân đội Đế quốc Nga năm 1915 và được thăng cấp trung sĩ. Ông tham gia Cận vệ Đỏ năm 1917, gia nhập Hồng quân năm 1918. Gordov kết thúc Nội chiến Nga với tư cách chỉ huy Trung đoàn súng trường số 53, chiến đấu trong chiến dịch chống lại Nestor Makhno, nhờ đó ông được trao tặng Huân chương Cờ đỏ. Từ năm 1925 đến năm 1926, Gordov từng là cố vấn trong Quân đội Nhân dân Mông Cổ. Năm 1932, ông tốt nghiệp Học viện Quân sự Frunze và sau đó trở thành tham mưu trưởng Trường Bộ binh Cờ đỏ Moskva vào năm 1933. Ông là Tham mưu trưởng Sư đoàn Súng trường 18 từ tháng 5 năm 1935 đến năm 1937. Tháng 7 năm 1937, Gordov trở thành chỉ huy của Sư đoàn 67 súng trường. Tháng 7 năm 1939, ông trở thành Tham mưu trưởng Quân khu Kalinin.

## Chiến tranh Mùa đông và Chiến tranh Vệ quốc vĩ đại
Gordov đã chiến đấu trong Chiến tranh Mùa đông với tư cách là tham mưu trưởng Quân đoàn 7, nhưng bị cách chức sau những thất bại được quy kết trách nhiệm liên đới. Ông được chuyển đến làm Tham mưu trưởng Quân khu Baltic. Được thăng cấp Thiếu tướng vào tháng 6 năm 1940, khi Chiến dịch Barbarossa nổ ra, ông được bổ nhiệm làm Tham mưu trưởng Tập đoàn quân 21 và sau đó là Tư lệnh tập đoàn quân này từ tháng 10 năm 1941, chiến đấu trong trận Smolensk và trận Kiev. Tháng 5 năm 1941, Tập đoàn quân 21 tham gia cuộc phản công thảm hại ở Kharkov của Timoshenko, nhưng đã thoát khỏi vòng vây sau đó của Tập đoàn quân 6 của Đức. Cuối tháng 6, Tập đoàn quân 21 tham gia trận chiến Voronezh, với một phần đơn vị bị bao vây bởi Tập đoàn quân thiết giáp số 4 tướng Hermann Hoth. Những gì còn lại của Phương diện quân Tây Nam cũ, bao gồm cả Tập đoàn quân 21 bị thiệt hại, được tái tổ chức lại thành Phương diện quân Stalingrad. Timoshenko được triệu hồi về Moskva, và Gordov được bổ nhiệm làm Tư lệnh Phương diện quân Stalingrad vào ngày 23 tháng 7 năm 1942.

## Trận Stalingrad
Tướng Gordov chỉ đạo việc rút những người sống sót sau trận Kharkov về phía sau phòng tuyến sông Chir để tập hợp lại và bổ sung. Ngày 5 tháng 8 năm 1942, Phương diện quân Stalingrad được tách ra để bảo vệ tuyến sông Pavlovsk-Volga đã rút ngắn - trớ trêu thay lại không bao phủ được Stalingrad mặc dù có tên là Phương diện quân. Tập đoàn quân số 6 của Đức tấn công lực lượng Hồng quân ở phía tây sông Don trước khi Gordov có thể tổ chức phòng thủ hoàn chỉnh, và đến ngày 15 tháng 8, các đơn vị Phương diện quân Stalingrad đã bị đẩy lùi qua sông Don, với tổn thất khoảng 43.000 người chết, bị thương và bị bắt tù binh, 270 xe tăng và 600 khẩu pháo. Sau khi thảm họa đang diễn ra, tướng Andrey Yeryomenko, Tư lệnh Phương diện quân Đông Nam, được bổ nhiệm kiêm nhiệm Phương diện quân Stalingrad, và Gordov bị giáng chức làm phó chỉ huy của Yeryomenko.

## Những năm sau đó
Sau khi Phương diện quân Stalingrad bị giải thể, ngày 18 tháng 10 năm 1942, Gordov được bổ nhiệm làm Tư lệnh Tập đoàn quân 33 của Phương diện quân Tây. Tháng 3 năm 1943, tập đoàn quân tham gia chiến dịch tấn công Rzhev-Vyazma, và sau đó là các chiến dịch Smolensk, Orsha và Vitebsk. Tuy nhiên, ông lại chỉ huy không thành công: tổn thất của tập đoàn quân trong 5 tháng lên đến hơn 50% tổn thất của toàn Phương diện quân Tây; với 4 sư đoàn trưởng, 8 sư đoàn phó và tham mưu trưởng, 38 trung đoàn trưởng và cấp phó của họ và 174 tiểu đoàn trưởng bị chết và bị thương... Trong báo cáo của Ủy ban đặc biệt Ủy ban Quốc phòng số M-715 ngày 11 tháng 4 năm 1944, Stalin đã trực tiếp phê bình, cụ thể là: "cách chức Tư lệnh Tập đoàn quân 33, để cảnh cáo Gordov rằng nếu anh ta tái phạm những sai lầm của mình trong Tập đoàn quân 33, anh ta sẽ bị giáng cấp quân hàm và chức vụ".
Ngày 2 tháng 4 năm 1944, tướng Gordov được bổ nhiệm làm Tư lệnh Tập đoàn quân cận vệ 3 thuộc Phương diện quân Ukraina 1. Dưới sự chỉ huy của ông, tập đoàn quân đã tham gia các chiến dịch tấn công Lvov-Sandomierz và Sandomierz-Silesia, cũng như trong các trận đánh mùa thu năm 1944 tại đầu cầu Sandomierz. Trong quá trình diễn ra chiến dịch Thượng Silesia, Tập đoàn quân cận vệ 3 dẫn đầu mũi chủ công, đã xuyên thủng hàng phòng ngự của quân Đức và đánh bại kẻ thù trong khu vực thành phố Kielce.
Từ tháng 4 đến tháng 5 năm 1945, tập đoàn quân tham gia các chiến dịch tấn công Berlin và Praha. Nhờ thành tích trong chiến đấu, ông đã được trao tặng danh hiệu Anh hùng Liên Xô theo Nghị định của Đoàn Chủ tịch Xô viết Tối cao Liên Xô ngày 6 tháng 4 năm 1945. Trong chiến tranh, ông được nhắc đến 15 lần trong các lệnh cảm ơn của Tổng Tư lệnh tối cao..

## Bản án khắc nghiệt
Sau chiến tranh, ông được bổ nhiệm làm Tư lệnh Quân khu Volga. Tháng 11 năm 1946, ông nghỉ hưu vì bạo bệnh.
Ngày 12 tháng 1 năm 1947, Gordov bị bắt theo lệnh cá nhân trực tiếp từ Stalin. Chứng cứ kế tội cho vụ bắt giữ này là các cuộc trò chuyện "được ghi âm" của Gordov với vợ và với các tướng G.I. Kulik, cựu phó Tư lệnh Quân khu Volga, và F.T. Rybalchenko, cựu tham mưu trưởng Tập đoàn quân Cận vệ 3, trong đó ông chỉ trích gay gắt tình hình đất nước và chính sách của giới lãnh đạo, kể cả cá nhân Stalin. Ông cùng với Kulik và Rybalchenko bị Tòa án Moskva kết tội danh âm mưu thực hiện các hành động khủng bố chống lại chính phủ Liên Xô. Ông bị kết án tử hình vào ngày 24 tháng 8 năm 1950 theo các Điều 58-11 (thành lập tổ chức phản cách mạng), 58-1b (âm mưu phản quốc), 58-8 (âm mưu khủng bố chống lại các nhà lãnh đạo của Liên Xô) và bị xử tử ngày hôm đó tại nhà tù Lefortovo.
Sau khi Stalin qua đời, ngày 11 tháng 4 năm 1956, Tòa án quân sự tối cao Liên Xô phúc thẩm vụ án chống lại G.I. Kulik, V.N. Gordov, F.T. Rybalchenko và tuyên bố, không có bằng chứng thuyết phục cho thấy ba người này chống lại chính quyền Xô viết, hủy bỏ và khép lại vụ án. Căn cứ phán quyết của tòa án, ngày 5 tháng 7 năm 1960, ông được phục hồi danh dự, trả lại cấp bậc Thượng tướng, danh hiệu Anh hùng Liên Xô và các phần thưởng khác.

## Giải thưởng quân sự
- Anh hùng Liên Xô (04/06/1945)
- Huân chương Lenin (21/02/1945, 04/06/1945)
- Huân chương Cờ đỏ (1921, 27/03/1942, 11/03/1944)
- Huân chương Suvorov hạng I (04/09/1943, 25/08/1944, 29/05/1945)
- Huân chương Kutuzov hạng I (28/09/1943)
- Huân chương Sao đỏ (02.22.1941)

## Lược sử quân hàm
- Đại tá (29/11/1935)[17]
- Lữ đoàn trưởng (Комбриг) (17/05/1939)[17]
- Thiếu tướng (04/06/1940)[18]
- Trung tướng (22/07/1942)[18]
- Thượng tướng (09/09/1943)[18]